# Nguyễn Sỹ Hội
Nguyễn Sỹ Hội (sinh năm 1960) là một sĩ quan cấp cao trong Quân đội nhân dân Việt Nam, hàm Thiếu tướng. Ông hiện là, Đại biểu Quốc hội Việt Nam khóa XIII, XIV, thuộc đoàn đại biểu Nghệ An. Ông nguyên là Phó Tư lệnh Quân khu 4

## Thân thế và sự nghiệp
Ông sinh ngày 19 tháng 5 năm 1960 tại xã Thanh Dương, huyện Thanh Chương, Nghệ An. Hiện đang cư trú tại 2B Tân Phú, phường Nghi Phú, thành phố Vinh, tỉnh Nghệ An
Ông nhập ngũ vào tháng 11 năm 1978 Sư đoàn 341, Quân khu 4.
Ngày vào Đảng: 26/03/1982
Ông học sĩ quan tại trường sĩ quan Lục quân 2, tốt nghiệp ra trường về công tác tại Trung đoàn 26, Sư đoàn 310, Quân khu 9.
Sau đó ông về công tác tại phòng quân huấn - Bộ tham mưu quân khu 4. Sau một thời gian ông về làm Trung đoàn trưởng Trung đoàn 1 Sư đoàn 324 trước khi về Bộ CHQS tỉnh Nghệ an công tác.
Trước năm 2010, ông từng giữ chức Phó Chỉ huy trưởng kiêm Tham mưu trưởng Bộ Chỉ huy quân sự tỉnh Nghệ An
Năm 2010, ông được bổ nhiệm làm Chỉ huy trưởng Bộ Chỉ huy quân sự tỉnh Nghệ An
Tháng 5 năm 2014, bổ nhiệm giữ chức Phó Tư lệnh Quân khu 4 phụ trách công tác Hậu cần đồng thời được thăng quân hàm Thiếu tướng
Tháng 5 năm 2016, ông trúng cử Đại biểu Quốc hội Việt Nam khóa XIV
Tháng 2 năm 2019, Thủ tướng Chính phủ và Bộ trưởng Bộ Quốc phòng đã có Quyết định về việc thôi giữ chức vụ chỉ huy, quản lý và kéo dài thời gian phục vụ tại ngũ đến tháng 5 năm 2021 để làm nhiệm vụ Đại biểu Quốc hội đối với đồng chí Thiếu tướng Nguyễn Sỹ Hội, Phó Tư lệnh Quân khu 4.
Chiều ngày 9 tháng 3 năm 2020, Bộ Tư lệnh Quân khu 4 đã tổ chức Lễ bàn giao chức trách, nhiệm vụ Phó Tư lệnh Quân khu 4 giữa đồng chí Thiếu tướng Nguyễn Sỹ Hội và đồng chí Thiếu tướng Nguyễn Anh Tuấn.

## Lịch sử thụ phong quân hàm
| Năm thụ phong | 1988                                         | 1991                                                | 1994                                      | 1998                                    | 2002                                                 | 2006                                      | 2010                                             | 2014                                            |
| ------------- | -------------------------------------------- | --------------------------------------------------- | ----------------------------------------- | --------------------------------------- | ---------------------------------------------------- | ----------------------------------------- | ------------------------------------------------ | ----------------------------------------------- |
| Quân hàm      | Tập tin:Vietnam People's Army Lieutenant.jpg | Tập tin:Vietnam People's Army Senior Lieutenant.jpg | Tập tin:Vietnam People's Army Captain.jpg | Tập tin:Vietnam People's Army Major.jpg | Tập tin:Vietnam People's Army Lieutenant Colonel.jpg | Tập tin:Vietnam People's Army Colonel.jpg | Tập tin:Vietnam People's Army Senior Colonel.jpg | Tập tin:Vietnam People's Army Major General.jpg |
| Cấp bậc       | Trung úy                                     | Thượng úy                                           | Đại úy                                    | Thiếu tá                                | Trung tá                                             | Thượng tá                                 | Đại tá                                           | Thiếu tướng                                     |